# Hypolimnas obsolescens
Hypolimnas obsolescens är en fjärilsart som beskrevs av Hans Fruhstorfer 1903. Hypolimnas obsolescens ingår i släktet Hypolimnas och familjen praktfjärilar. Inga underarter finns listade i Catalogue of Life.